# قسم سرخون الريفي (مقاطعة بندر عباس)
قسم سرخون الريفي (بالفارسية: دهستان سرخون) هي منطقة ريفية تقع في إيران في هرمزغان. يقدر عدد سكانها بـ 5,184 نسمة .